# تشارلز جي. كليفلاند
تشارلز جي. كليفلاند (بالإنجليزية: Charles G. Cleveland)‏ هو ضابط أمريكي، ولد في 13 نوفمبر 1927 في هونولولو في الولايات المتحدة.